# Malick Thiaw
Malick Thiaw (IPA: [ˈmalɪk ˈtʃaʊ]; Düsseldorf, 8 agosto 2001) è un calciatore tedesco, difensore del Newcastle Utd.

## Biografia
È nato a Düsseldorf in Germania, da padre senegalese e madre finlandese.

## Caratteristiche tecniche
È un difensore centrale, capace di giocare anche come mediano o terzino destro.
Rapido e dotato di buone doti tecniche, utili anche in fase d'impostazione, la sua struttura fisica gli consente di imporsi sugli avversari sia in fase difensiva, sia sulle situazioni di palla inattiva.

## Carriera

### Club

#### Gli inizi, Schalke 04
Inizia a giocare a calcio nel TV Kalkum-Wittlaer, poi passa nel settore giovanile del Fortuna Düsseldorf. In seguito milita nei settori giovanili di Bayer Leverkusen, Borussia M'gladbach e Schalke 04, club dove approda nel 2015.
All'inizio del 2020 viene promosso in prima squadra dal club di Gelsenkirchen e debutta fra i professionisti il 7 marzo seguente, subentrando a Jonjoe Kenny nei minuti finali dell'incontro di Bundesliga pareggiato 1-1 contro l'Hoffenheim. Nel luglio dello stesso anno, rinnova il proprio contratto con la società fino al 2024.
Nell'annata successiva ottiene maggior spazio nella prima squadra, anche per via delle difficoltà societarie. Il 30 ottobre 2020, segna il suo primo gol fra i professionisti, firmando il temporaneo vantaggio della sua squadra nella sfida di campionato contro lo Stoccarda, poi conclusasi sull'1-1. Tuttavia, pur collezionando un totale di 22 presenze (di cui 19 in campionato e tre in coppa nazionale) e una rete, il difensore non riesce a evitare la retrocessione del club in 2. Bundesliga al termine della stagione. Nella stagione 2021-2022, si afferma definitivamente come titolare della retroguardia bianco-blu, aiutando lo Schalke a ottenere una nuova promozione in massima serie, con un totale di 32 presenze e due reti.

#### Milan
Il 29 agosto 2022 viene acquistato dal Milan, con cui firma un contratto quinquennale, per una cifra corrispondente a circa 5 milioni di euro. Il 16 ottobre successivo esordisce in maglia rossonera e in Serie A nella vittoriosa trasferta (1-2) contro il Verona. Dopo aver trovato poco spazio nella prima parte di stagione, si ritaglia uno spazio importante da febbraio in avanti, soprattutto con le due prestazioni contro il Tottenham negli ottavi di UEFA Champions League (tra l'altro esordendo nella competizione), annullando il centravanti inglese Harry Kane.. Il 5 novembre 2024 realizza la sua prima rete in maglia rossonera, e nelle competizioni europee, aprendo le marcature nella vittoria per 1-3 sul campo del Real Madrid.
Il 6 gennaio 2025 vince il suo primo trofeo con i rossoneri, la supercoppa italiana vinta per 2-3 in rimonta contro i rivali cittadini dell'Inter.

#### Newcastle Utd
Il 12 agosto 2025 si trasferisce a titolo definitivo al Newcastle Utd, in Premier League, per 35 milioni di euro più altri 5 di bonus.

### Nazionale
Per via delle sue origini, ha potuto scegliere di rappresentare la Germania, la Finlandia o il Senegal a livello internazionale.
Dopo una breve esperienza con la nazionale Under-17 finlandese (per cui non ha mai giocato incontri ufficiali) nel 2017, nel marzo del 2021 riceve la sua prima convocazione nella nazionale Under-21 tedesca, guidata da Stefan Kuntz, in occasione del campionato europeo di categoria in Slovenia e Ungheria. Pur non scendendo mai in campo nella competizione, alla fine del torneo si laurea campione d'Europa.
Debutta con la nazionale tedesca Under-21 il 2 settembre successivo, partendo da titolare nella sfida vinta per 6-0 contro San Marino, valida per le qualificazioni al campionato europeo di categoria del 2023. Cinque giorni più tardi, il 7 settembre, segna il suo primo gol nazionale, contribuendo al successo per 1-3 sulla Lettonia, sempre nell'ambito delle qualificazioni al campionato europeo di categoria del 2023.
Viene convocato per la prima volta in nazionale maggiore per le qualificazioni al campionato d'Europa 2024. Esordisce il 16 giugno 2023, partendo titolare nell'amichevole contro la nazionale polacca, giocata in Polonia, e persa 1-0.

## Statistiche

### Presenze e reti nei club
Statistiche aggiornate al 12 agosto 2025.
| Stagione          | Squadra           | Campionato        | Campionato | Campionato | Coppe nazionali | Coppe nazionali | Coppe nazionali | Coppe continentali | Coppe continentali | Coppe continentali | Altre coppe | Altre coppe | Altre coppe | Totale | Totale | Totale |
| Stagione          | Squadra           | Comp              | Pres       | Reti       | Comp            | Pres            | Reti            | Comp               | Pres               | Reti               | Comp        | Pres        | Reti        | Pres   | Reti   |        |
| ----------------- | ----------------- | ----------------- | ---------- | ---------- | --------------- | --------------- | --------------- | ------------------ | ------------------ | ------------------ | ----------- | ----------- | ----------- | ------ | ------ | ------ |
| 2019-2020         | Schalke 04        | BL                | 4          | 0          | CG              | 0               | 0               | -                  | -                  | -                  | -           | -           | -           | 4      | 0      |        |
| 2020-2021         | Schalke 04        | BL                | 19         | 1          | CG              | 3               | 0               | -                  | -                  | -                  | -           | -           | -           | 22     | 1      |        |
| 2021-2022         | Schalke 04        | 2.BL              | 31         | 2          | CG              | 1               | 0               | -                  | -                  | -                  | -           | -           | -           | 32     | 2      |        |
| ago. 2022         | Schalke 04        | BL                | 3          | 0          | CG              | 0               | 0               | -                  | -                  | -                  | -           | -           | -           | 3      | 0      |        |
| Totale Schalke 04 | Totale Schalke 04 | Totale Schalke 04 | 57         | 3          |                 | 4               | 0               |                    | -                  | -                  |             | -           | -           | 61     | 3      |        |
| 2022-2023         | Milan             | A                 | 20         | 0          | CI              | 0               | 0               | UCL                | 4                  | 0                  | SI          | 0           | 0           | 24     | 0      |        |
| 2023-2024         | Milan             | A                 | 21         | 0          | CI              | 0               | 0               | UCL+UEL            | 5+4                | 0                  | -           | -           | -           | 30     | 0      |        |
| 2024-2025         | Milan             | A                 | 22         | 0          | CI              | 2               | 0               | UCL                | 5                  | 1                  | SI          | 2           | 0           | 31     | 1      |        |
| Totale Milan      | Totale Milan      | Totale Milan      | 63         | 0          |                 | 2               | 0               |                    | 18                 | 1                  |             | 2           | 0           | 85     | 1      |        |
| 2025-2026         | Newcastle Utd     | PL                | -          | -          | FACup+CdL       | -               | -               | UCL                | -                  | -                  | -           | -           | -           | -      | -      |        |
| Totale carriera   | Totale carriera   | Totale carriera   | 120        | 3          |                 | 6               | 0               |                    | 18                 | 1                  |             | 2           | 0           | 146    | 4      |        |

### Cronologia presenze e reti in nazionale
| Cronologia completa delle presenze e delle reti in nazionale ― Germania | Cronologia completa delle presenze e delle reti in nazionale ― Germania | Cronologia completa delle presenze e delle reti in nazionale ― Germania | Cronologia completa delle presenze e delle reti in nazionale ― Germania | Cronologia completa delle presenze e delle reti in nazionale ― Germania | Cronologia completa delle presenze e delle reti in nazionale ― Germania | Cronologia completa delle presenze e delle reti in nazionale ― Germania | Cronologia completa delle presenze e delle reti in nazionale ― Germania |
| Data                                                                    | Città                                                                   | In casa                                                                 | Risultato                                                               | Ospiti                                                                  | Competizione                                                            | Reti                                                                    | Note                                                                    |
| ----------------------------------------------------------------------- | ----------------------------------------------------------------------- | ----------------------------------------------------------------------- | ----------------------------------------------------------------------- | ----------------------------------------------------------------------- | ----------------------------------------------------------------------- | ----------------------------------------------------------------------- | ----------------------------------------------------------------------- |
| 16-6-2023                                                               | Varsavia                                                                | Polonia                                                                 | 1 – 0                                                                   | Germania                                                                | Amichevole                                                              | -                                                                       | 61’ 87’                                                                 |
| 20-6-2023                                                               | Gelsenkirchen                                                           | Germania                                                                | 0 – 2                                                                   | Colombia                                                                | Amichevole                                                              | -                                                                       |                                                                         |
| 17-10-2023                                                              | Filadelfia                                                              | Messico                                                                 | 2 – 2                                                                   | Germania                                                                | Amichevole                                                              | -                                                                       | 59’                                                                     |
| Totale                                                                  |                                                                         | Presenze                                                                | 3                                                                       |                                                                         | Reti                                                                    | 0                                                                       |                                                                         |

## Palmarès

### Club
- Campionato tedesco di seconda divisione: 1

Schalke 04: 2021-2022
- Supercoppa italiana: 1

Milan: 2024

### Nazionale
- Campionato d'Europa Under-21: 1

Ungheria/Slovenia 2021

### Individuale
- Premio Gentleman: 1

2023